# Magyar Szénbányászati Tröszt
A Magyar Szénbányászati Trösztöt mint a magyar szénbányászat középirányító szervét 1974-ben alapították. A tröszt székhelye Tatabányán volt. 1981. január 1-jével megszűnt.

## A tröszti vállalatok
A tröszti vállalatok a következők voltak:
- a Borsodi Szénbányák,
- a Dorogi Szénbányák,
- a Középdunántúli Szénbányák,
- a Mátraaljai Szénbányák,
- a Mecseki Szénbányák,
- a Nógrádi Szénbányák,
- az Oroszlányi Szénbányák,
- a Tatabányai Szénbányák,
- a Várpalotai Szénbányák és
- a Bányászati Ellátó Vállalat.[2]